# Zenon Park
Zenon Park es un pueblo canadiense situado en la provincia de Saskatchewan.

## Superficie
Zenon Park tiene una superficie de 0,53 km².

## Demografía
En 2021, tenía 176 habitantes, una densidad poblacional de 331,5 hab./km², y 100 viviendas.